# Потерна
Поте́рна (фр. poterne) — подземный коридор (галерея) для сообщения между фортификационными сооружениями, фортами крепости или опорными пунктами укреплённых районов.
Вид потерны изнутри — длинный коридор с переборками на входе и выходе. Потерны часто находились в скрытом месте, что позволяло осаждённым приходить и уходить незаметно. В случае осады защитники могли делать незаметные вылазки и атаковать осаждающих. Согласно словарю Даля, потерна — это «подземный выход из крепости, подлаз, подныр, подкоп».
Потерны небольших фортов могли использоваться как казематы для размещения солдат. В форте V Брестской крепости полки-кровати установлены по краям коридора, образующего потерну.
Также в строительном деле потерной называется коридор (галерея) внутри массивного сооружения. На гидроэлектростанциях потерна — технологическое помещение, находящееся на нижней отметке здания ГЭС и обеспечивающее сбор и отвод протечек.

## Галерея

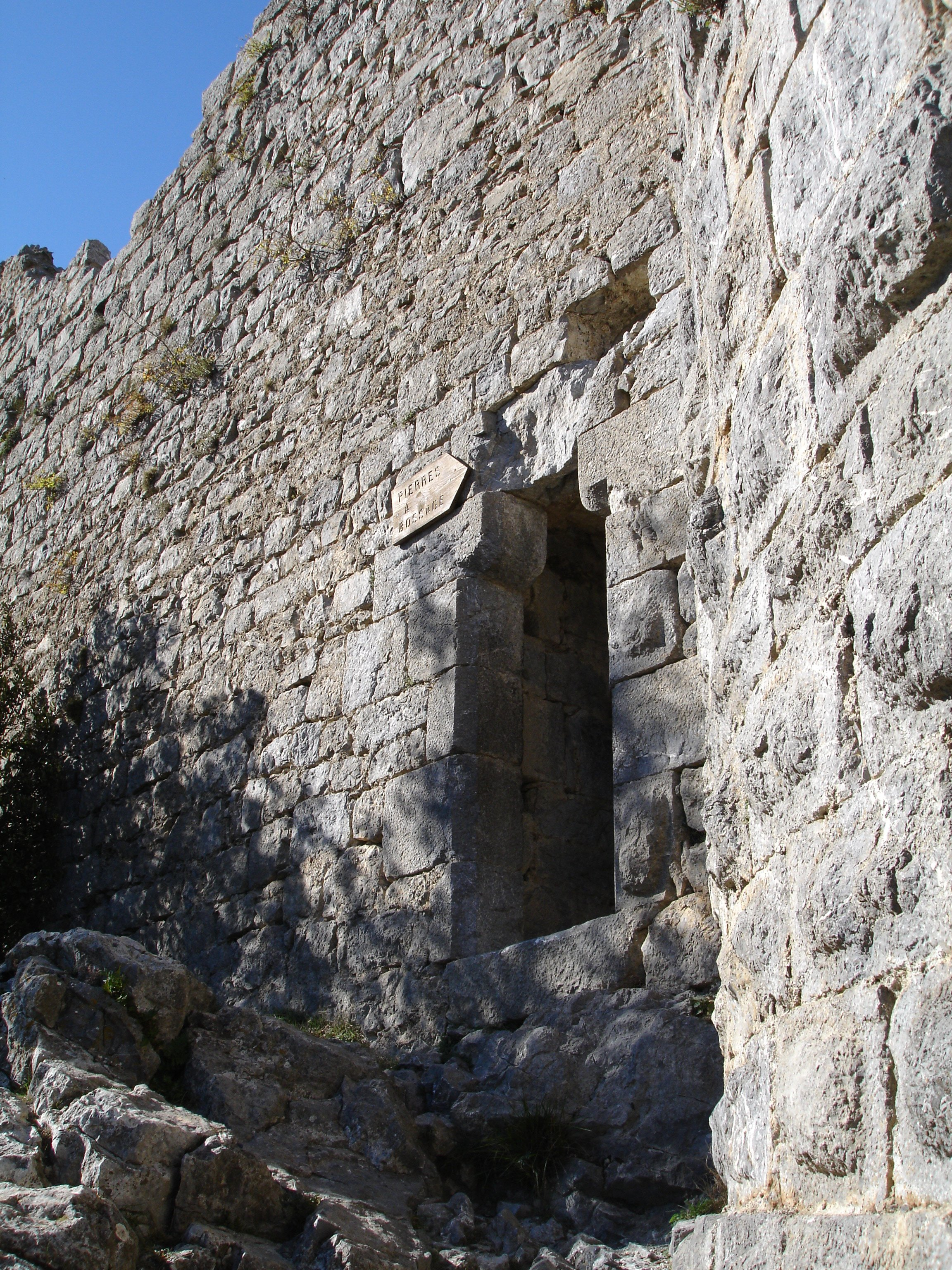
Потайная дверь потерны в стене замка Пюилоран
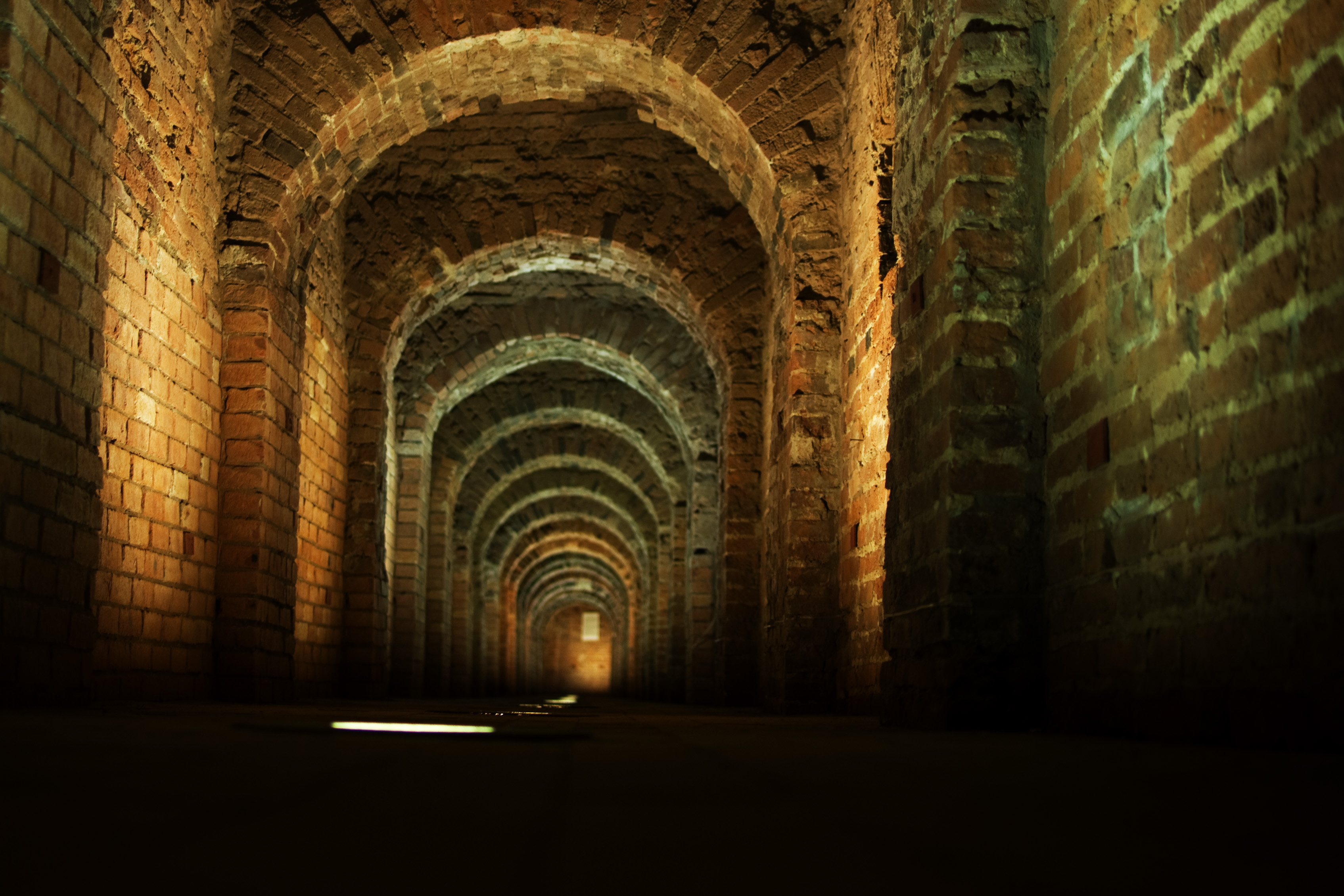
Потерна Петропавловской крепости
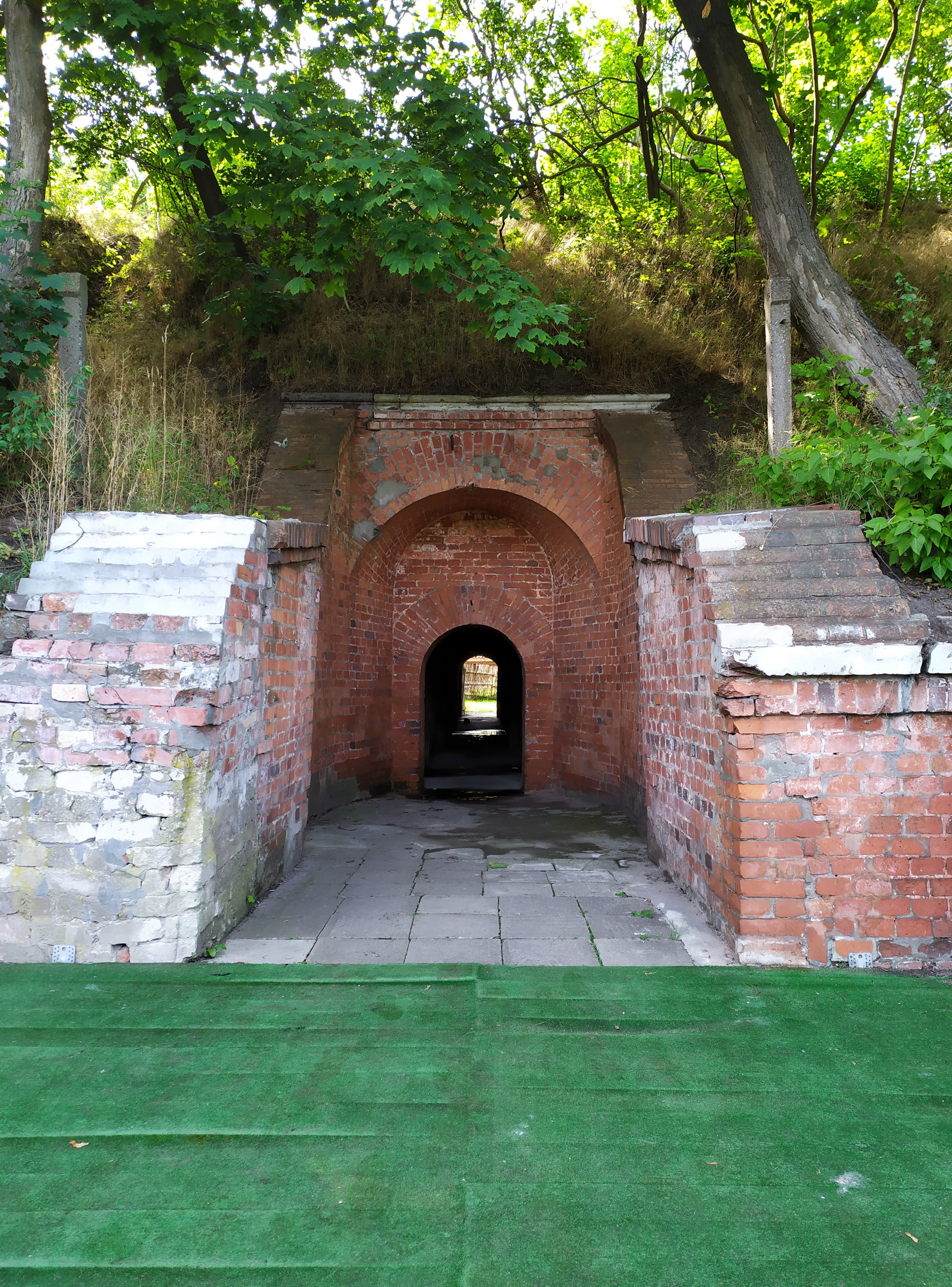
Потерна в цитадели Пиллау
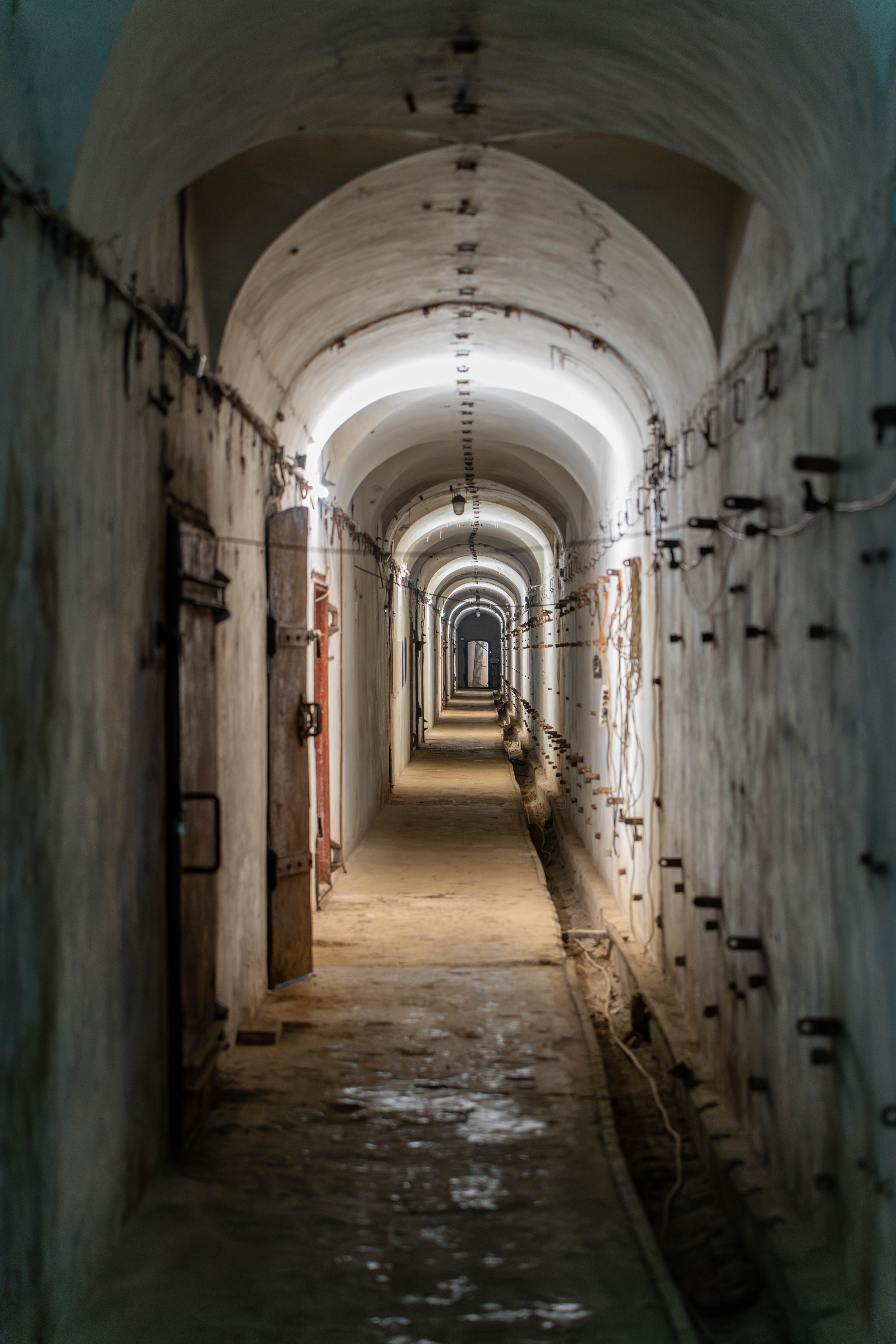
Потерна в форте Риф